# Kodie Curran
Kodie Curran, född 18 december 1989 i Calgary, Alberta, är en kanadensisk professionell ishockeyspelare som tillhör NHL-laget Boston Bruins och spelar i deras farmarlag Providence Bruins i AHL.
Han har tidigare spelat för San Diego Gulls i AHL och Rögle BK i SHL.
Som junior spelade han med Calgary Canucks i Alberta Junior Hockey League. Säsongen 2016/17 blev han Dansk mästare tillsammans med Esbjerg Energy. Säsongen därpå var han med och vann Norska mästerskapen med Storhamar. Till säsongen 2018/19 kontrakterades han av Rögle BK. Första säsongen i Svenska hockeyligan gjorde han 36 poäng (12+24) på 47 matcher. I januari 2019 blev Curran uttagen till kanadensiska landslaget och spelade med dem i Spengler Cup.